# Gymnobathra ambigua
Gymnobathra ambigua es una espècie de lepidòpter ditrisi de la família Oecophoridae descrita per Philpott l'any 1926. Es troba a Nova Zelanda.